# Nissa (filla de Mitridates)
Nisa o Nissa (en llatí Nysa o Nyssa, en grec antic Νύσα o Νύσσα) era una princesa del Pont, filla de Mitridates VI Eupator.
El seu pare la va prometre a un dels reis de Xipre, però abans de celebrar la boda va acompanyar al seu pare en la fugida cap al regne del Bòsfor Cimmeri on finalment va compartir la seva mateixa sort i es va suïcidar per verí l'any 63 aC.